# Jerzy Parzyński
Jerzy Parzyński (ur. 19 sierpnia 1929 w Warszawie, zm. 12 lutego 1994 w Krakowie) – adwokat, krytyk muzyczny, dziennikarz, instruktor harcerski, harcmistrz.
Urodził się jako syn adwokata i znanej śpiewaczki operowej Janiny Tisserant – Parzyńskiej. Uczęszczał do Gimnazjum im. Jana Zamojskiego w Warszawie.
Podczas okupacji hitlerowskiej był członkiem Szarych Szeregów, podczas powstania warszawskiego nosił pseudonim „Ryś”. Był łącznikiem zgrupowania majora „Redy”, a następnie rotmistrza „Ruczaja”, za udział w powstaniu został odznaczony Krzyżem Walecznych. Po upadku powstania wyszedł z Warszawy z ludnością cywilną zamieszkał w Filipowicach pod Krakowem. W 1944 roku zakłada z miejscowych chłopców drużynę harcerską.
W 1945 roku wraz z rodziną przeniósł się do Krakowa, gdzie ukończył Liceum im. B. Nowodworskiego. Po uzyskaniu matury w 1948 roku, rozpoczął studia na Uniwersytecie Jagiellońskim na kierunkach prawo i muzykologia.
Oba kierunki kończy w 1952 roku, natomiast w 1968 roku obronił pracę doktorską z zakresu prawa prasowego na Uniwersytecie Warszawskim.
Przez 40 lat udzielał porad prawnych w „Echu Krakowa”.
Od początku pobytu w Krakowie był aktywnym instruktorem harcerskim. Prowadził drużynę harcerską, następnie krakowski Szczep „Huragan”. W latach 1956–1962, oraz 1981–1985 był członkiem Komendy Chorągwi Krakowskiej ZHP. Uczestnik prac Centrum Obywatelskich Inicjatyw Ustawodawczych Solidarności.
Był drugim (po ustąpieniu hm. Stanisława Krawczyńskiego) przewodniczącym krakowskiego Kręgu Instruktorów Harcerskich im. Andrzeja Małkowskiego, a 27 marca 1983 wybrano go na przewodniczącego niejawnego Ruchu Harcerskiego. Funkcję tę pełnił do czerwca 1988 roku, a następnie był jeszcze wiceprzewodniczącym do stycznia 1989 roku. Był członkiem założycielem Związku Harcerstwa Rzeczypospolitej.
Wraz z grupą krakowskich harcerzy uczestniczył (06.09.1984) w harcerskiej pielgrzymce do letniej rezydencji Jana Pawła II w Castel Gandolfo, zakończonej harcerskim ogniskiem, podczas którego papież wygłosił gawędę do zgromadzonych harcerzy. W 1988 roku uczestniczył w IV Światowym Zlocie Harcerstwa Polskiego za granicą (Rising Sun Maryland w USA). Utrzymywał liczne kontakty ze światowym skautingiem.
Autor wydawnictw harcerskich „Obóz harcerski” (dwa wydania) i „Ruch harcerski Rzeczypospolitej”.
11 listopada 1990 został odznaczony przez Prezydenta RP na uchodźstwie Ryszarda Kaczorowskiego Krzyżem Oficerskim Orderu Odrodzenia Polski za działalność niepodległościową i harcerską.